# 巩俐
巩俐，AL（英語：Gong Li，1965年12月31日—），出生於中国辽宁省沈阳市，父巩力澤为瀋陽新民市人，母趙英祖籍山東濟南歷城區，華語電影女演員、製片人，聯合國糧農大使，聯合國全球環境保護大使，聯合國促進和平藝術家。
1987年鞏俐主演張藝謀電影《紅高粱》而成名，從此開始了與張藝謀及中國第五代導演的合作，該片獲得第38屆柏林影展金熊獎。1992年憑藉電影《秋菊打官司》獲得第49屆威尼斯影展最佳女演員、第13屆中國電影金雞獎最佳女主角，成為首位華人威尼斯影后，該片亦獲得金獅獎。1993年主演電影《霸王別姬》獲得第46屆坎城影展金棕櫚獎，成為世界影史第一位主演影片包攬歐洲三大影展最高獎的女演員；同年獲得柏林影展金攝影機獎。1996年登上美國《時代周刊》封面。1997年擔任坎城影展評委會成員。1999年被義大利國立電影博物館收錄肖像。
2000年憑藉電影《漂亮媽媽》獲得第24屆蒙特利爾影展最佳女演員、第20屆中國電影金雞獎最佳女主角，成為首位兩度獲得國際A類影展影后的華人演員；同年擔任第50屆柏林影展評委會主席。2002、2003年鞏俐相繼擔任第59屆威尼斯影展評委會主席、第16屆東京影展評委會主席。2004年獲坎城影展特別大獎；同年上榜美國《首映》雜誌“影史百大偉大表演”。2005年入選中國電影百年百大演員。2006年上榜《時代周刊》“60年亞洲英雄”和《華盛頓郵報》“全球年度5位偉大演員”。2007年憑電影《滿城盡帶黃金甲》獲第26屆香港電影金像獎最佳女主角。
2010年法國政府授予鞏俐“藝術與文學勳章”司令勛位。2014年擔任第17屆上海影展評委會主席。2018年擔任第55屆台灣電影金馬獎評委會主席。2019年獲得坎城影展組委會授予的“躍動她影”（Women In Motion）獎。2021年擔任第11屆北京國際電影節評委會主席。
鞏俐是中國文革後第一位國際女演員，也是迄今為止評審履歷最豐富的華人女演員。她對華語電影在國際上地位的確立做出了開拓性、歷史性的貢獻，因而在演藝界享有崇高的地位，被譽為“第五代導演的電影繆斯”。

## 生平

### 早年經歷 1965-1987
1965年，巩俐出生于中国遼寧沈阳市，是家中五个孩子中最小的一个。其父曾在辽宁大学教书，于文化大革命前期调入山东大学教书，并举家迁往山东济南。母亲是国企财务人员。四个哥哥姐姐均是教师。她從小就喜歡唱歌跳舞，夢想著有天能當一名歌唱家。鞏俐小學就讀濟南三和街小學，二年級時，被學校推薦到濟南人民廣播電台唱兒歌。在濟南市第二中學，鞏俐度過整整六年的中學生涯，當時是校文藝隊的一員，經常活躍在泉城中學生的舞榭歌台上。

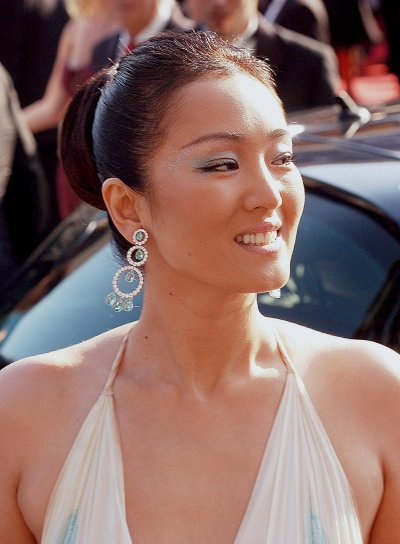
巩俐在2007年戛纳电影节

1983年，鞏俐經歷了高考落榜，父母不再支持她的藝術追求，無奈之下她開始一邊工作，一邊繼續準備文化課考試，準備再次迎接高考。
1985年，鞏俐再次參加了全國統一考試，但她的高考分數與藝術院校錄取標準相差11分。中央戲劇學院招生組的老師們都為之惋惜，不過他們沒有輕易在鞏俐的名字上打叉。招生組鄭重其事地寫了一份報告呈交上級主管部門：中國文化部藝術教育司，要求對錄取鞏俐予以特別批准。文化部藝術教育司的批复很快下達，批准了中戲的要求。同年，鞏俐走入了中央戲劇學院表演系，并在毕业后留校任话剧研究所演员。

### 出道成名 1988-1989
1988年，她与首次担任导演的张艺谋合作，在影片《红高粱》中扮演女主角九儿，一位能幹的農村婦女。從而正式進入電影界，開啟了與第五代導演長達十五年的合作旅程；該片獲得第38屆柏林電影節金熊獎，成為華語影壇首部獲得世界三大電影節最佳影片獎的電影，且同時獲得了1988年中國電影金雞獎與大眾電影百花獎最佳影片。
1989年，鞏俐主演了張藝謀第二部反恐電影《代號美洲豹》，她在片中飾演單純善良的女護士阿離並憑藉該片獲得百花獎最佳女配角獎，走上了探索表演技巧與風格的新階段。同年，巩俐第一次与香港电影人合作，偕同张艺谋主演电影《秦俑》。《秦俑》是大陆和香港电影人第一次跨地区的合作，两地精英尽出，制作团队庞大。憑藉在《秦俑》中的表演，鞏俐第一次提名香港電影金像獎最佳女主角。

### 輝煌十載 1990-1999
1990年，鞏俐與張藝謀繼續合作，主演其執導的家庭倫理電影《菊豆》，影片獲得第43屆戛納國際電影節布努埃爾特別獎，並提名第63屆奧斯卡獎最佳外語片，成為首部提名該獎的華語影片，鞏俐在片中飾演為愛冒險的家庭婦女菊豆，本人亦憑藉此片獲得瓦爾納國際電影節最佳女演員獎。
1991年，鞏俐主演了張藝謀執導的愛情倫理電影《大紅燈籠高高掛》，影片摘得第48屆威尼斯國際電影節銀獅獎，並提名第64屆奧斯卡獎最佳外語片，鞏俐在片中飾演一位具有反叛精神的四太太，同年應邀出席了當屆奧斯卡獎頒獎典禮並憑藉此片獲得第16屆大眾電影百花獎最佳女主角和提名意大利大衛獎最佳女主角、美國國家影評人協會獎最佳女主角兩項獎項。
1992年，鞏俐主演了農村題材的電影《秋菊打官司》，此片摘得第49屆威尼斯國際電影節金獅獎；鞏俐飾演的一個倔強不屈的農村婦女秋菊不僅使她榮膺金雞獎影后和日本電影影評人大獎影后的榮譽，並且在第49屆威尼斯國際電影節上獲得最佳女演員獎，成爲首位華人威尼斯影后。
1993年，鞏俐首次與陳凱歌合作，主演同性愛情倫理電影《霸王別姬》，影片獲得第46屆戛納國際電影節金棕櫚獎和英國電影學院獎最佳外語片並提名奧斯卡最佳外語片等獎。憑藉角色菊仙，一個為愛犧牲的青樓妓女，鞏俐獲得紐約影評人協會獎最佳女配角獎，並在2004年上榜美國《首映》雜誌影史百大偉大表演榜單；同年她還與周星馳合作了無厘頭電影《唐伯虎點秋香》，該片獲得香港1993年年度電影票房榜第一名，鞏俐在片中飾演美麗端莊的秋香姐。
1994年，鞏俐與張藝謀合作劇情片《活著》，鞏俐在片中飾演知書達理的母親，該片獲得第47屆戛納國際電影節評審團大獎等獎，鞏俐憑藉此片表演提名美國Chlotrudis電影獎最佳女主角。同年，在第四代女導演黃蜀芹的電影《畫魂》中飾演中國女畫家潘玉良，影片入選戛納國際電影節展映。在冼杞然導演的合拍片《西楚霸王》中飾演劉邦的妻子呂后，並演唱該片的國語版主題曲。
1995年，鞏俐主演其與張藝謀長達八年戀情的分手之作《搖啊搖，搖到外婆橋》，她在片中扮演上海灘歌舞廳的台柱“小金寶”，一位妖艷嫵媚的“歌舞皇后”並演唱了全片所有曲目，本片獲得戛納國際電影節技術大獎及美國金球獎最佳攝影、美國國家影評人協會獎最佳外語片獎等獎項，並提名了金球獎最佳外語片，鞏俐應邀出席了當屆的金球獎頒獎典禮。
1996年，鞏俐與陳凱歌、張國榮再次合作愛情電影《風月》，入圍當年戛納國際電影節的主競賽單元。憑藉《風月》中的反叛的大小姐“如意”一角，鞏俐第二次提名了香港電影金像獎最佳女主角。同年鞏俐登上美國《時代周刊》封面和德國《明鏡周刊》封面，打破了之前中国人都是政治人物登封的慣例。
1997年，鞏俐主演了美籍華人王穎指導的愛情電影《中國匣》，該片入圍威尼斯國際電影節主競賽單元，並獲得最佳配樂獎，鞏俐在片中飾演一位在香港謀生的大陸女薇薇安。同年，鞏俐受邀擔任第50屆戛納國際電影節主競賽單元評委，成為首位擔任戛納電影節主單元評委的華人。
1998年，鞏俐被法國文化部授予“藝術與文學勳章”軍官勳位。
1999年，鞏俐與陳凱歌第三次合作，出演了歷史武俠電影《荊軻刺秦王》深明大義的秦王嬴政青梅竹馬的伙伴趙姬一角，該片入圍了戛納電影節的主競賽單元，並獲得最佳技術大獎。

### 世紀之初 2000-2004
2000年，鞏俐擔任第50屆柏林國際電影節主席，成為首位在世界三大電影節上擔任評審團主席的華人；同年鞏俐與第五代導演孫周合作了溫情電影《漂亮媽媽》，出演一位自強不息的單身母親孫麗英，憑藉該角色鞏俐在蒙特利爾國際電影節上獲得了她的第二座國際A類電影節最佳女主角獎，並被授予終身成就獎，鞏俐因此成為第一位兩度獲得國際A類電影節最佳女主角獎的華語演員，此外鞏俐還憑藉該片獲得金雞獎、百花獎雙料最佳女主角獎。
2002年，鞏俐再次受邀擔任第59屆威尼斯國際電影節主席，成為首位兩度在世界三大電影節擔任評委會主席的亞洲人，也是亞洲人首次執掌威尼斯國際電影節。同年鞏俐再次與孫周導演合作，在愛情電影《周漁的火車》中飾演文藝女青年周漁一角，憑此片鞏俐獲得北京大學生電影節最受歡迎女演員獎。
2003年，鞏俐擔任第16屆東京國際電影節主席，成爲東京國際電影節史上首位女主席。
2004年，鞏俐與香港導演王家衛合作了兩部愛情電影《2046》與《愛神》，分別飾演歌舞女蘇麗珍和交際花華小姐，兩部影片分別在戛納和威尼斯電影節參賽和參展。同年戛納電影節，鞏俐被授予特別大獎，以表彰其對戛納電影節的貢獻和多次與最佳女主角獎失之交臂的遺憾。

### 闖蕩荷里活 2005-2010
2005年，鞏俐首次演出好莱坞電影，一部描述日本藝伎的電影《藝伎回憶錄》，該片獲得《時代周刊》“年度十大佳片”第九名，第78屆奧斯卡獎最佳藝術指導、最佳攝影、最佳服裝設計等三項大獎等等。鞏俐憑藉片中藝伎館的當紅頭牌初桃一角也獲得了第39屆美國國家評論協會獎最佳女配角，美國《首映》雜誌2005年度“最佳表演24強”之最佳女配角第3名等獎項。
2006年，鞏俐一共有三部大片在全球範圍內上映，其中與張藝謀再次攜手，與周潤發、周杰倫合作的古裝宮廷情感電影《滿城盡帶黃金甲》被《時代周刊》評選為2006年全球十大最佳電影，鞏俐在片中飾演隱忍大氣的皇后，並憑藉該角色獲得第26屆香港電影金像獎最佳女主角、第12屆香港電影金紫荊獎最佳女主角、第13屆香港電影評論學會獎最佳女主角、美國《時代》評選的“年度最偉大表演”第7名、《華盛頓郵報》評選的世界5位最佳電影表演者第二名等眾多獎項。同年，鞏俐在麥可·曼恩的商業電影《邁阿密風雲》中飾演一位古巴女毒梟，該片上映後獲得北美電影票房榜週末冠軍；此外她還上榜美國《時代周刊》60年亞洲英雄。
2007年，鞏俐出演黑色恐怖電影《少年漢尼拔》，在片中扮演漢尼拔的嬸嬸，該片獲得北美電影票房榜週末亞軍和北美影碟銷量榜冠軍。同年6月，鞏俐被香港星光大道嘉許，收錄手印。
2010年，鞏俐與約翰·庫薩克、周潤發主演英語戰爭題材電影《諜海風雲》上映。同年被法國文化部晉升為“藝術與文學勳章”司令勳位，成為首位授此榮譽的女華人。

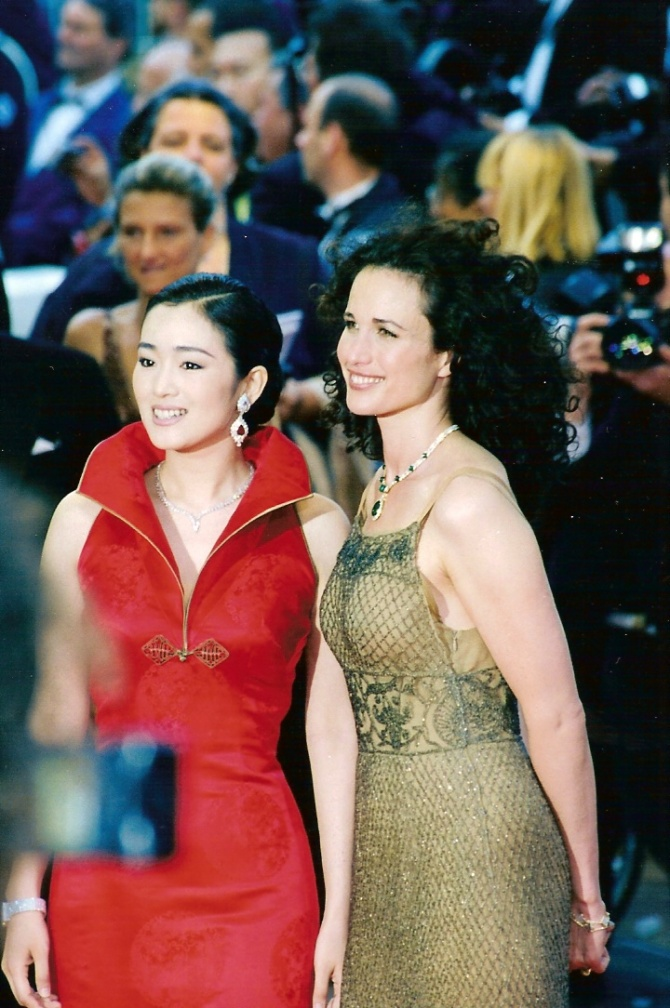
巩俐出席1998年戛纳电影节，與美國女星安迪·麥杜維合影

### 近年動向 2011-至今
2011年，鞏俐與劉德華合演翻拍自荷里活同名喜劇《我知女人心》，在片中飾演一位商業女強人創意十足的總監李儀龍 ；同年韓國“中國電影節”開展其個人作品回顧展。
2014年，暌違大銀幕3年的鞏俐與張藝謀再次合作文藝情感電影《歸來》，該片入選第67屆坎城影展「特別展映」單元。鞏俐在片中出演女主角“馮婉喻”一位為愛等待的淒苦女人，並憑藉此片首度提名金馬獎影后；同年6月，鞏俐出任第17屆上海國際電影節評審團主席一職，這是她第四次擔任國際A類電影節評審團主席。同年，鞏俐第二度上榜日本《電影旬報》“百大外國女星”。
2015年，鞏俐受美國《VOGUE》主編安娜·溫圖爾邀請出任 Met Gala（紐約大都會藝術博物館慈善舞會）聯合主席，成為首位擔任此職的華人。同年，鞏俐上榜《VOGUE》“你必須知道的7位中國女演員”，併入選聯合國“藝術的變革力量之影響人類文化16人”畫展，受到致敬。同年，鞏俐入選聯合國16位影響人類文化藝術家。
2016年春節檔，鞏俐與“香港四大天王”之一的郭富城，馮紹峰等主演的古裝武俠電影《西遊記之孫悟空三打白骨精》上映，鞏俐在片中飾演妖精白骨精，影片取得了內地年度票房第五名的佳績。
2018年4月13日，鞏俐確認加盟荷里活電影《花木蘭》飾演大反派仙娘 ；同年，受金馬執委會邀請擔任第55屆台灣電影金馬獎評審團主席。
2019年5月，鞏俐確定出演由陳可辛指導的電影《奪冠》，並在片中飾演郎平；5月19日，獲得第72屆坎城影展組委會頒發的“躍動她影”（Women In Motion）獎；同年9月，鞏俐與婁燁合作的電影《蘭心大劇院》入圍威尼斯影展「競賽」單元，至此鞏俐成爲首位四度入圍威尼斯影展競賽單元的亞洲女演員。該片還入圍了多倫多電影節「特別展映」單元，紐約電影節「展映」單元等。
2020年9月4日，鞏俐特別出演的華特迪士尼真人公主電影《花木蘭》於全球上映，她在片中飾演女巫仙娘一角；9月25日，主演的電影《奪冠》正式上映；同年，獲得新時代國際電影節慶祝新中國成立70周年全國十佳電影女演員獎。

## 表演風格
有評論認為，在鞏俐早期的許多電影中，她普遍扮演了一個悲慘的受害者和一個被虐待的靈魂(身體上或情感上)，試圖從腐敗、暴力和壓制的迷宮中釋放自己。在《大紅燈籠高高掛》和《搖啊搖，搖到外婆橋》中，她無意中成為了新的無辜受害者的劊子手，這讓她意識到自己幫助了這個黑暗的憤世嫉俗的體系。
分析指出，鞏俐早期表演風格的主要特徵就是自然真實，這種表演風格的形成，首先源自鞏俐的藝術天賦和悟性。她的啟蒙恩師尹大為認為，鞏俐 “那雙眼睛簡直會說話，通過這雙眼睛，我看到一個演員所具備的基本素質，和她自身所具有的較高悟性。”中戲學習期間，小品和話劇片段的排練，使鞏俐的表演天賦得以挖掘和充實，從僅僅富有真情實感，進入感受力、表現力和激情爆發力俱佳的演技新階段。而主演《紅高粱》《古今大戰秦俑情》等片，使她對角色的駕馭更加游刃自如，直至《菊豆》《大紅燈籠高高掛》《秋菊打官司》《夢醒時分》，鞏俐的表演張弛適度，起伏有致，對角色形體、語言、情緒的把握和表現都達到了自然真實的高度。鞏俐的表演絕無雕琢和誇張，極其生活化，可以套用大評論家鐘惦棐曾用以評價梅莉·史翠普的話：“演”確實有技，而找不出演的痕跡，只看見生活被鏡頭所攝取。古人雲「畫西施之面，美而不可悅；規孟賁之目，大而不可畏，君形者之焉。」即所謂人物必須形神皆備。鞏俐塑造的角色很成功，神韻使然。
《亞洲週刊》曾評價道：鞏俐早期的這些角色建立了她的聲譽，讓她成為“世界上最迷人的電影明星之一，是好萊塢黃金時代的優雅回歸。” 
在鞏俐與中國第五代導演合作的數十年裡，張藝謀和陳凱歌是不得不提及的名字。評論認為：鞏俐在張藝謀導演影片中的表演是在用自己的靈魂和角色進行對話，每一次的表演就是一次真正生命意義的探索。而與陳凱歌合作的《霸王別姬》更是讓她榮膺《首映》雜誌「有史以來最偉大100個表演」第89位，評語稱她 “平淡而令人吃驚的直率最好地表達了她角色的實用主義和受挫的野心”，“她對她的男性對手羞澀的微笑，比其他男演員的表演更能說明問題”。由於與第五代導演的精誠合作，鞏俐也被BBC冠以「中國電影新浪潮化身」的美譽。
進入新千年以後，鞏俐開始尋求新的演技突破。為了演好《漂亮媽媽》，她曾去報社學習分報紙，送報紙，并與患有聽覺障礙的兒童一起在農村生活了十多天。拍攝電影《周漁的火車》時，她又因為太過投入，差點掉落鐵軌。2004年，她與王家衛合作的《2046》和《愛神》兩部影片被廣泛認為是她表演風格的新突破。評論写到：鞏俐在《愛神》中表現出前所未有的冷艷，與內在的激情形成一種矛盾的碰撞，令人對她產生新的期待。但也有評論指出，此時的鞏俐雖已站在表演藝術的一個巔峰，但並不等於她的演技就至善至美了，在真實自然的方面鞏俐確以達到了爐火純青的境界，但卻失之豐厚，缺少華彩。
後於2005年，鞏俐推出了好萊塢大片《藝伎回憶錄》，成功打破了之前對她評論，電影裡她塑造了一個過氣的藝伎女王，一顰一笑皆是風采，贏得了評論界的一致好評。美國刊物《綜藝》用「再生貝蒂·戴維斯」來形容鞏俐的表演 “氣吞山河的氣勢沒有淹沒在華麗的和服和高聳的發髻之下，長眉斜飛入鬢，一顰一笑都令人著迷。” 
2006年，《時代雜誌》將她在《滿城盡帶黃金甲》中的表演稱為“皇後號”，同時列為年度最佳表演第7名。
近年来，鞏俐越發珍惜演員羽毛。2014年與鞏俐再次合作的老搭檔張藝謀曾評價她現在的演技為 “教科書”，是“收放自如張弛有度”的，已經到達了「爐火純青」的境界。
2016年，鞏俐首次觸電魔幻神話題材電影，與香港導演鄭保瑞合拍《西遊記之孫悟空三打白骨精》。為了更好的展現一個「妖精」的特質，她自創「無呼吸表演法」進行表演。
2019年，鞏俐參演婁燁執導電影《蘭心大劇院》，影片甫一在威尼斯影展上映，她的表演便大受評論家好評。普遍認為，鞏俐在蘭里的表現打碎了其一貫的表演技法，僅透過細微的眼神變化，「某時某刻的狀態和情緒」，就將一位在大時代洪流中渺小但關鍵的女性的命運展现的淋漓盡致。也因此，部分影迷讚鞏俐蘭里的演出是「從影以來最佳演出」。

## 個人生活
张艺谋与巩俐在事业和感情上都曾是亲密无间的伴侣，一系列的合作使这对导演和演员达到了两人事业的巅峰。然而在交往8年、合作過7部电影之后，两人最终还是分手。
巩俐随后与英美烟草公司香港总裁黄和祥结婚，並於2008年11月8日入籍新加坡，但兩人於2010年離婚。
2017年，巩俐被發現跟法國電子音樂家让-米歇尔·雅尔交往，后据知情人士爆料他們於2019年結婚。

## 影视作品

### 电影
| 上映年份 | 片名                     | 角色             | 导演                  | 合作演员                       | 奖项/备注 |
| 1988     | 红高梁                   | 九儿             | 张艺谋                | 姜文                           | 金熊奖 |
| 1989     | 一代妖后                 | 桂连             | 李翰祥                | 刘晓庆、陈道明                 | |
| 1989     | 開心巨無霸               |                  | 陳欣健                |                                | |
| 1989     | 代号美洲豹               | 阿丽             | 张艺谋                |                                | 百花奖最佳女配角 |
| 1990     | 秦俑                     | 韩冬儿           | 程小东                | 张艺谋                         | 提名–香港電影金像獎最佳女主角 |
| 1990     | 菊豆                     | 菊豆             | 张艺谋                | 李保田                         | 提名-奥斯卡最佳外语片 |
| 1991     | 賭俠2之上海灘賭聖        | 如仙/如夢        | 王晶                  | 周星馳                         | |
| 1991     | 大紅燈籠高高掛           | 颂莲             | 张艺谋                | 何赛飞、曹翠芬、马精武         | 百花奖最佳女主角 提名-奥斯卡最佳外语片                                                                                                  |
| 1991     | 豪門夜宴                 | 女服务员         | 张同祖、张坚庭        | 群星                           | |
| 1992     | 秋菊打官司               | 秋菊             | 张艺谋                | 雷恪生、刘佩琦                 | 金鸡奖最佳女主角 第49届威尼斯国际电影节最佳女演员 金凤凰奖最佳女演员 金狮奖                                                             |
| 1992     | 夢醒時分                 | 马莉             | 张艾嘉                | 钟镇涛、林俊贤                 | |
| 1993     | 霸王别姬                 | 菊仙             | 陈凯歌                | 张丰毅、张国荣                 | 纽约影评人协会奖最佳女配角 金棕榈奖 金球奖最佳外语片 英国电影学院奖最佳外语片 提名-奥斯卡最佳外语片                                     |
| 1993     | 唐伯虎點秋香             | 秋香             | 李力持                | 周星驰                         | |
| 1994     | 新天龍八部之天山童姥     | 巫行云(天山童姥) | 钱永强                | 林青霞、张敏                   | |
| 1994     | 画魂                     | 潘玉良           | 黄蜀芹                | 尔冬升、达式常                 | |
| 1994     | 活着                     | 家珍             | 张艺谋                | 葛优                           | 戛纳电影节评审团大奖 英国电影学院奖最佳外语片                                                                                           |
| 1994     | 西楚霸王                 | 吕后             | 冼杞然、卫翰韬        | 吕良伟、关之琳、张丰毅         | |
| 1995     | 摇啊摇，摇到外婆桥       | 小金宝           | 张艺谋                | 王啸晓、李雪健                 | |
| 1996     | 风月                     | 龐如意           | 陈凯歌                | 张国荣                         | 提名–香港電影金像獎最佳女主角 |
| 1997     | 中國匣                   | Vivian           |                       | 許冠文、张曼玉                 | |
| 1998     | 荆柯刺秦王               | 赵姬             | 陈凯歌                | 李雪健、张丰毅                 | |
| 2000     | 漂亮妈妈                 | 孙丽英           | 孙周                  | 高炘、施京明、乐秀清           | 金鸡奖最佳女主角 第24届蒙特利尔国际电影节最佳女主角奖 金鳳凰獎最佳女演员 第24届大眾電影百花獎最佳女主角 第9屆上海影評人協會最佳女演員   |
| 2002     | 周渔的火车               | 周渔             | 孙周                  | 梁家辉、孙红雷                 | 第10屆北京大學生電影節最受歡迎女演員 |
| 2004     | 2046                     | 苏丽珍           | 王家卫                | 梁朝伟                         | |
| 2004     | 爱神                     | Miss Hua         | 米开朗基罗·安东尼奥尼 | 小勞勃·道尼、张震              | |
| 2005     | 艺伎回忆录               | 初桃             | 罗伯·马歇尔           | 章子怡、渡边谦、杨紫琼         | 國家評論协會最佳女配角 提名–美國國際傳媒學院衛星獎最佳女配角                                                                            |
| 2006     | 迈阿密风暴               | 伊莎贝拉         | 迈克尔·曼             | 柯林·法瑞尔、杰米·福克斯       | |
| 2006     | 满城尽带黄金甲           | 王后             | 张艺谋                | 周润发、周杰伦、刘烨           | 第26屆香港電影金像獎最佳女主角 第13屆香港電影評論學會大獎最佳女演員 第12屆香港電影金紫荊獎 最佳女主角 提名–第一届亚洲电影大奖最佳女主角 |
| 2007     | 少年汉尼拔               | 紫夫人           | Peter Webber          | 加斯帕德·尤利尔、瑞斯·伊凡斯   | |
| 2010     | 諜海風雲                 | 安娜             | 米凯尔·哈弗斯特罗姆   | 约翰·库萨克、周润发、渡边谦    | |
| 2011     | 我知女人心               | 李仪龙           | 陈大明                | 刘德华、李成儒                 | |
| 2014     | 归来                     | 冯婉瑜           | 张艺谋                | 陈道明、张慧雯                 | 长春电影节最佳女主角 中国电影导演协会2014年度表彰评选年度女演员 提名-第51届金马奖最佳女主角 提名-第16届华表奖优秀女演员奖               |
| 2016     | 西游记之孙悟空三打白骨精 | 白骨精           | 郑保瑞                | 郭富城、冯绍峰、小沈阳、罗仲谦 | 3D电影，首次饰演反派 |
| 2019     | 蘭心大劇院               | 堇               | 娄烨                  | 赵又廷                         | |
| 2020     | 奪冠                     | 郎平             | 陳可辛                |                                | 担任“总策划” |
| 2020     | 花木蘭                   | 巫女             | 妮基·卡歐             | 劉亦菲、甄子丹、李連杰         | [ 37 ] |

### 配音
- 2007年，配音电影《蓝莓之夜》

## 音樂作品

### 單曲
•1994年，恨今生（電影《西楚霸王》國語主題曲）
•1995年，搖啊搖,搖到外婆橋（收錄於《搖啊搖,搖到外婆橋》電影原聲帶）
•1995年，滾出去（收錄於《搖啊搖,搖到外婆橋》電影原聲帶）
•1995年，月圓花好（收錄於《搖啊搖,搖到外婆橋》電影原聲帶）
•1995年，特別快車（收錄於《搖啊搖,搖到外婆橋》電影原聲帶）
•1995年，假正經（收錄於《搖啊搖,搖到外婆橋》電影原聲帶）
•2001年，新北京,新奧運（北京申奧宣傳曲,與成龍、李玟等群星合唱）

### 參演MV
•1987年，葉倩文-《黎明不要來》
•2001年，成龍，李玟等-《新北京,新奧運》

## 社會活動
2000年，鞏俐被任命為聯合國教科文組織“促進和平藝術家”；同年在“世界糧食日”鞏俐被任命為“聯合國糧農大使”。
2001年，鞏俐被聘請為2008年北京申奧形象大使。
2008年，聯合國環境保護總部邀請鞏俐擔任全球環境保護大使，拍攝了環保海報將在全世界張貼，並在6月5日的國際環保日正式公佈。
2016年，鞏俐被聘請為中國電影全球發行推廣大使。
於1998-2008年間，鞏俐曾擔任第九，第十届中國人民政治協商會議“全國政協委員”。

## 相關書籍與研究

### 傳記
- 王戈（1992）《細說鞏俐》。江蘇文藝出版社。ISBN 9787539904160
- 李爾葳（2002）《中國美人鞏俐》。南方日報出版社。ISBN 9787806521052
- 蘇靜 劉欣（2006）《鞏俐傳奇》。團結出版社。ISBN 9787802141346
- 何明敏（2006）《鞏俐畫傳》。汕頭大學出版社。ISBN 9787810369121

### 專書
- 安苑 劉慧嵐（1993）《走向世界影壇的輝煌》。中國華僑出版社。ISBN 9787800746796
- 李爾葳（2002）《直面鞏俐》。經濟日報出版社。ISBN 9787801279781

## 傳奇
從影三十餘年，“全球最美的東方女人”鞏俐始終是華人女星的國際代言人，亦是中國在世界影壇成就，地位和影響力最高的女演員。自上世紀八十年代肇始演藝事業，鞏俐主演的多部電影被永載華語影史，塑造的無數經典角色始終再被後輩模仿致敬，她也創造了華語電影人闖蕩世界影壇的奇跡。
她是世界上首位所參與的電影包攬歐洲三大影展最佳影片獎大滿貫的女演員。
她是威尼斯影展首位亞裔評審團主席。
她是亞洲入圍歐洲三大影展次數最多的女演員。
她是亞洲首位柏林影展評審團主席。
她是首位華人威尼斯影展影后。
她是首位坎城影展華人評審。
她是首位東京影展華人評審團主席。
她是首位登上時代周刊封面的華人明星。
她是華語影壇唯一一位在歐洲三大影展均獲得過個人獎項的演員。
她是上海影展首位女性評審團主席。
她是首個代言法國化妝品品牌巴黎歐萊雅的中國女星。
1993年，她憑《霸王別姬》成為首個獲紐約影評人協會獎的亞洲女演員（最佳女配角）。同年，成為首位獲得柏林電影節金攝影機獎
的華人。
2005年，她以《藝伎回憶錄》回歸大銀幕，憑初桃一角摘得美國國家評論协会最佳女配角，這亦是首位亞洲女演員獲獎。
2015年，她獲邀擔任有“時尚奧斯卡”之称的Met Gala聯合主席。同年，她被聯合國列為“影響人類文化”16人之一。
由於在國際影壇的知名度和影響力，她又先後擔任第50屆戛納國際電影節評委會成員、第50屆柏林國際電影節評委會主席、第59屆威尼斯國際電影節評委會主席、第16屆東京國際電影節評委會主席、第17屆上海國際電影節評委會主席、第55屆金馬獎評委會主席。

## 獎項及榮譽

### 威尼斯國際電影節
| 年 份  | 影 片      | 頒 獎 典 禮      | 獎 項      | 结 果 |
| ------ | ---------- | ---------------- | ---------- | ----- |
| 1992年 | 秋菊打官司 | 第49屆威尼斯影展 | 最佳女演員 | 獲獎  |
| 1992年 | 秋菊打官司 | 第49屆威尼斯影展 | 金西阿克獎 | 獲獎  |

### 戛納國際電影節
| 年 份  | 頒 獎 典 禮    | 獎 項        | 结 果 |
| ------ | -------------- | ------------ | ----- |
| 2004年 | 第57屆康城影展 | 特別大獎     | 獲獎  |
| 2019年 | 第72屆康城影展 | "躍動她影"獎 | 獲獎  |

### 柏林國際電影節
| 年 份  | 頒 獎 典 禮          | 獎 項      | 结 果 |
| ------ | -------------------- | ---------- | ----- |
| 1993年 | 第43屆柏林國際電影節 | 金攝影機獎 | 獲獎  |

### 蒙特利爾國際電影節
| 年 份  | 影 片    | 頒 獎 典 禮              | 獎 項      | 结 果 |
| ------ | -------- | ------------------------ | ---------- | ----- |
| 2000年 | 漂亮媽媽 | 第49屆蒙特利爾國際電影節 | 最佳女演員 | 獲獎  |
| 2000年 | 不適用   | 第49屆蒙特利爾國際電影節 | 終身成就獎 | 獲獎  |

### 瓦爾納國際電影節
| 年 份  | 影 片 | 頒 獎 典 禮           | 獎 項      | 结 果 |
| ------ | ----- | --------------------- | ---------- | ----- |
| 1993年 | 菊豆  | 第1屆瓦爾納國際電影節 | 最佳女演員 | 獲獎  |

### 意大利電影金像獎
| 年 份  | 影 片          | 頒 獎 典 禮            | 獎 項          | 结 果 |
| ------ | -------------- | ---------------------- | -------------- | ----- |
| 1996年 | 大紅燈籠高高挂 | 第36屆意大利電影金像獎 | 最佳外國女主角 | 提名  |

### 美國衛星獎
| 年 份  | 影 片      | 頒 獎 典 禮  | 獎 項      | 结 果 |
| ------ | ---------- | ------------ | ---------- | ----- |
| 2005年 | 藝妓回憶錄 | 第10屆衛星獎 | 最佳女配角 | 提名  |

### 中國電影金鷄獎
| 年 份  | 影 片      | 頒 獎 典 禮          | 獎 項      | 结 果 |
| ------ | ---------- | -------------------- | ---------- | ----- |
| 1993年 | 秋菊打官司 | 第13屆中國電影金鷄獎 | 最佳女主角 | 獲獎  |
| 2000年 | 漂亮媽媽   | 第20屆中國電影金鷄獎 | 最佳女主角 | 獲獎  |

### 香港電影金像獎
| 年 份  | 影 片          | 頒 獎 典 禮          | 獎 項      | 结 果 |
| ------ | -------------- | -------------------- | ---------- | ----- |
| 1991年 | 古今大戰秦俑情 | 第10屆香港電影金像獎 | 最佳女主角 | 提名  |
| 1997年 | 風月           | 第16屆香港電影金像獎 | 最佳女主角 | 提名  |
| 2007年 | 滿城盡帶黃金甲 | 第26屆香港電影金像獎 | 最佳女主角 | 獲獎  |
| 2022年 | 奪冠           | 第40屆香港電影金像獎 | 最佳女主角 | 提名  |

### 金馬獎
| 年 份  | 影 片 | 頒 獎 典 禮  | 獎 項      | 结 果 |
| ------ | ----- | ------------ | ---------- | ----- |
| 2014年 | 歸來  | 第51屆金馬獎 | 最佳女主角 | 提名  |

### 大衆電影百花獎
| 年 份  | 影 片          | 頒 獎 典 禮          | 獎 項        | 结 果 |
| ------ | -------------- | -------------------- | ------------ | ----- |
| 1989年 | 代號美洲豹     | 第12屆大衆電影百花獎 | 最佳女配角   | 獲獎  |
| 1993年 | 大紅燈籠高高挂 | 第16屆大衆電影百花獎 | 最佳女主角   | 獲獎  |
| 1993年 | 秋菊打官司     | 第16屆大衆電影百花獎 | 最佳女主角   | 提名  |
| 2001年 | 漂亮媽媽       | 第24屆大衆電影百花獎 | 最佳女主角   | 獲獎  |
| 2001年 | 漂亮媽媽       | 第24屆大衆電影百花獎 | 最受歡迎演員 | 獲獎  |

### 中國電影華表獎
| 年 份  | 影 片 | 頒 獎 典 禮          | 獎 項      | 结 果 |
| ------ | ----- | -------------------- | ---------- | ----- |
| 2016年 | 歸來  | 第16屆中國電影華表獎 | 最佳女主角 | 提名  |

### 中國長春電影節
| 年 份  | 影 片 | 頒 獎 典 禮      | 獎 項      | 结 果 |
| ------ | ----- | ---------------- | ---------- | ----- |
| 2014年 | 歸來  | 第12屆長春電影節 | 最佳女主角 | 獲獎  |

### 亞洲電影大獎
| 年 份  | 影 片          | 頒 獎 典 禮       | 獎 項      | 结 果 |
| ------ | -------------- | ----------------- | ---------- | ----- |
| 2007年 | 滿城盡帶黃金甲 | 第1屆亞洲電影大獎 | 最佳女主角 | 提名  |
| 2015年 | 歸來           | 第9屆亞洲電影大獎 | 最佳女主角 | 提名  |

### 中國電影導演協會獎
| 年 份  | 影 片      | 頒 獎 典 禮             | 獎 項      | 结 果 |
| ------ | ---------- | ----------------------- | ---------- | ----- |
| 2015年 | 歸來       | 第6屆中國電影導演協會獎 | 年度女演員 | 獲獎  |
| 2020年 | 奪冠       | 2024中國電影導演協會獎  | 年度女演員 | 獲獎  |
| 2021年 | 蘭心大劇院 | 2024中國電影導演協會獎  | 年度女演員 | 提名  |

### 澳門國際電影節
| 年 份  | 影 片 | 頒 獎 典 禮         | 獎 項      | 结 果 |
| ------ | ----- | ------------------- | ---------- | ----- |
| 2014年 | 歸來  | 第6屆澳門國際電影節 | 最佳女主角 | 提名  |

### 華鼎獎
| 年 份  | 影 片 | 頒 獎 典 禮  | 獎 項      | 结 果 |
| ------ | ----- | ------------ | ---------- | ----- |
| 2021年 | 奪冠  | 第30屆華鼎獎 | 最佳女主角 | 獲獎  |

### 華語電影傳媒大獎
| 年 份  | 影 片          | 頒 獎 典 禮            | 獎 項      | 结 果 |
| ------ | -------------- | ---------------------- | ---------- | ----- |
| 2004年 | 周漁的火車     | 第4屆華語電影傳媒大獎  | 最佳女主角 | 提名  |
| 2007年 | 滿城盡帶黃金甲 | 第7屆華語電影傳媒大獎  | 最佳女主角 | 提名  |
| 2015年 | 歸來           | 第15屆華語電影傳媒大獎 | 最佳女主角 | 提名  |

### 北京大學生電影節
| 年 份  | 影 片      | 頒 獎 典 禮            | 獎 項          | 结 果 |
| ------ | ---------- | ---------------------- | -------------- | ----- |
| 2003年 | 周漁的火車 | 第10屆北京大學生電影節 | 最受歡迎女演員 | 獲獎  |

### 中國電影金鳳凰獎
| 年 份  | 影 片      | 頒 獎 典 禮           | 獎 項  | 结 果 |
| ------ | ---------- | --------------------- | ------ | ----- |
| 1993年 | 秋菊打官司 | 第4屆中國電影金鳳凰獎 | 學會獎 | 獲獎  |
| 2001年 | 漂亮媽媽   | 第8屆中國電影金鳳凰獎 | 學會獎 | 獲獎  |

### 影評人協會獎
| 年 份  | 影 片          | 頒 獎 典 禮                | 獎 項            | 结 果 |
| ------ | -------------- | -------------------------- | ---------------- | ----- |
| 1993年 | 秋菊打官司     | 第3屆日本電影影評人大獎    | 最佳外語片女演員 | 獲獎  |
| 1993年 | 霸王別姬       | 第71屆紐約影評人協會獎     | 最佳女配角       | 獲獎  |
| 1993年 | 大紅燈籠高高挂 | 第27屆美國國家影評人協會獎 | 最佳女主角       | 提名  |
| 2005年 | 藝伎回憶錄     | 第77屆美國國家評論協會獎   | 最佳女配角       | 獲獎  |
| 2007年 | 滿城盡帶黃金甲 | 第13屆香港電影評論學會獎   | 最佳女主角       | 獲獎  |
| 2001年 | 漂亮媽媽       | 第10屆上海影評人協會獎     | 最佳女主角       | 獲獎  |
| 2014年 | 歸來           | 第23屆上海影評人協會獎     | 最佳女主角       | 獲獎  |
| 2021年 | 奪冠           | 第27屆香港電影評論學會獎   | 最佳女主角       | 獲獎  |
| 2021年 | 奪冠           | 第1屆澳淶塢影評人協會獎    | 最佳女主角       | 獲獎  |

### 其他電影獎項
| 年 份  | 影 片                    | 頒 獎 典 禮            | 獎 項              | 结 果 |
| ------ | ------------------------ | ---------------------- | ------------------ | ----- |
| 1994年 | 活著                     | 第1屆美國Chlotrudis獎  | 最佳女主角         | 提名  |
| 2006年 | 藝伎回憶錄               | 第7屆美國傑出亞裔獎    | 傑出表演獎         | 提名  |
| 2007年 | 滿城盡帶黃金甲           | 第12屆香港電影金紫荊獎 | 最佳女主角         | 獲獎  |
| 2008年 | 滿城盡帶黃金甲           | 第6屆意大利在綫電影獎  | 最佳女主角         | 提名  |
| 2014年 | 歸來                     | 第8屆FIRST青年電影展   | 最受青年矚目女演員 | 獲獎  |
| 2016年 | 西游記之孫悟空三打白骨精 | 第4屆中英電影節        | 最佳女主角         | 獲獎  |
| 2021年 | 奪冠                     | 香港電影導演會年度大獎 | 最佳女主角         | 獲獎  |
| 2021年 | 奪冠                     | 香港電影编剧家协会大獎 | 年度最佳電影角色   | 提名  |

### 榮譽
| 年份   | 榮譽                                                                 |
| ------ | -------------------------------------------------------------------- |
| 2020年 | 新中國成立70周年全國十佳電影女演員                                   |
| 2015年 | 美國Met Ball聯合主席                                                 |
| 2015年 | 聯合國“藝術的變革力量之影響人類文化16人”畫展收錄其肖像               |
| 2015年 | 美國《VOGUE》“妳必須認識的7位中國女演員”之一                         |
| 2015年 | 法國《ELLE》雜誌“半世紀全球最美女性”之一                             |
| 2014年 | 日本《電影旬報》百大外國女星第39名                                   |
| 2014年 | 天下女人國際論壇之美國Makers女性創造力獎                             |
| 2014年 | 美國《首映》雜誌“亞洲最美女性”第一名                                 |
| 2013年 | 美國mysanantonio網站2013全球最美女人之一                             |
| 2011年 | 法國《觀點》雜誌“20位最美亞洲女人”                                   |
| 2011年 | 中國《時裝》優雅盛典年度大愛榜樣                                     |
| 2011年 | 《柏林電影節60年紀念畫冊》收錄肖像                                   |
| 2011年 | 入選“中國銀幕上留下難忘印象的128位影星”並發行個人郵票                |
| 2011年 | 韓國“2011年中國電影節”展映其個人作品回顧展                           |
| 2010年 | 上榜“影響中國婦女百年發展歷程的100位品牌女性”之一                    |
| 2010年 | 法國文化部授予“藝術與文學勳章”司令勳位                               |
| 2010年 | 美國《君子》史上75位最偉大女性第52名                                 |
| 2010年 | 美國CNN史上25位最偉大亞洲演員之一                                    |
| 2009年 | 建國六十周年評選“最具影響品牌力的60位影星”之一                       |
| 2009年 | 建國六十周年評選“人民最喜愛藝術家”之一                               |
| 2009年 | 美國娛樂周刊網站24位非美籍的性感巨星之一                             |
| 2009年 | 福布斯中國名人榜第12名,收入榜第5名                                   |
| 2009年 | 中國《電影愛好者》金π獎最受歡迎女演員第2名                           |
| 2009年 | 中國《南方人物周刊》中國12位最美麗女士之一                           |
| 2008年 | 中國《電影愛好者》金π獎最受歡迎女演員第3名                           |
| 2008年 | 聯合國授予“全球環境保護大使”榮譽稱號                                 |
| 2008年 | 中國《時尚COSMOPOLITAN》年度時尚國際女星                             |
| 2008年 | 福布斯中國名人榜第11名,收入榜第7名                                   |
| 2008年 | 美國《首映》世界電影史100位最性感明星第52名                          |
| 2008年 | 新浪網絡盛典之“中國電影推動力人物”                                   |
| 2007年 | 美國“問男人AskMan”年度99位最迷人女性之一                             |
| 2007年 | 福布斯中國名人榜第5名,收入榜第5名                                    |
| 2007年 | 美國《福克斯體育》世界美少婦第3名                                    |
| 2007年 | 日本《花花公子》年末特輯世界100名最性感女士之一                      |
| 2007年 | 日本《FLASH》影響世界的85位未來中國代表人物之一                      |
| 2007年 | 《戛納電影節60年偉大瞬間》收錄視頻                                   |
| 2007年 | 中國電影史10大女明星之一                                             |
| 2007年 | 香港星光大道收錄星星                                                 |
| 2006年 | 美國《時代周刊》年度最偉大表演第7名—《滿城盡帶黃金甲》               |
| 2006年 | 美國《時代周刊》60年亞洲英雄                                         |
| 2006年 | 福布斯中國名人榜第13名,收入榜第3名                                   |
| 2006年 | 美國《華盛頓郵報》世界5位最佳電影表演者第2名—《滿城盡帶黃金甲》      |
| 2005年 | 英國《Esquire》世界最性感女士之一                                    |
| 2005年 | 福布斯中國名人榜第12名,收入榜第7名                                   |
| 2005年 | 中國《人物》中國電影百年10位最有影響力的人物之一                     |
| 2005年 | 美國《首映》2005年年度演技最佳24強—最佳女配角第3名—《藝伎回憶錄》    |
| 2005年 | 中國《新京報》中國最美50人第1名                                      |
| 2005年 | 中國電影100年50位有突出貢獻的藝術家之一                              |
| 2005年 | 香港恒基兆業集團與香港電影金像獎協會評選的“中國電影最喜愛女演員”之一 |
| 2005年 | 博鰲亞洲論壇“中國電影走向世界傑出貢獻獎”                             |
| 2005年 | 華語電影傳媒大獎之“中國電影百年百大影星”稱號                         |
| 2005年 | 博鰲亞洲論壇“中國電影百年百名經典銀幕形象”—《秋菊打官司》            |
| 2005年 | 中國電影表演藝術學會中國電影百年百位優秀演員之一                     |
| 2005年 | 中國電影博物館收錄肖像                                               |
| 2004年 | 美國《首映》電影史最偉大的100個表演第89名—《霸王別姬》               |
| 2004年 | 福布斯中國名人榜第5名,收入榜第5名                                    |
| 2001年 | 當選北京奧運會申奧形像大使                                           |
| 2000年 | 日本《電影旬報》百大外國女星第34名                                   |
| 2000年 | 聯合國糧農組織總部授予“聯合國糧農大使”榮譽稱號                       |
| 2000年 | 聯合國教科文組織授予“促進和平藝術家”榮譽稱號                         |
| 1999年 | 美國《時代周刊》20世紀最美麗的20位明星之一,評語是“中國珍珠”          |
| 1999年 | 意大利國家電影博物館收錄肖像                                         |
| 1998年 | 法國文化部授予“藝術與文學勳章”軍官勳位                               |
| 1998年 | 長春電影節之“中國電影百年十佳演員”稱號                               |
| 1996年 | 台灣電影金馬獎“全球十大華語影星”                                     |
| 1995年 | 香港十大傑出人士獎之“傑出女影星”                                     |
| 1995年 | 美國《時代周刊》全球十大人物第3名,評語是“中國夜鶯”                   |
| 1995年 | 中國電影誕辰90周年“中華影星”稱號                                     |
| 1993年 | 美國《人物》雜誌評選的“全球最美50人”之一                             |
| 1993年 | 意大利《查克》電影評獎年度最佳女演員—《秋菊打官司》                  |
| 1993年 | 首屆“十大影視明星”                                                   |
| 1992年 | 香港票選“10大性感美女”水晶鞋獎                                       |

## 評審履歷
•1993- 奧斯卡金像獎評審
•1997- 第50屆戛納國際電影節評審
•2002- 第59屆威尼斯國際電影節評審團主席
•2000- 第50屆柏林國際電影節評審團主席
•2003- 第16屆東京國際電影節評審團主席
•2014- 第17屆上海國際電影節評審團主席
•2018- 第55屆台灣電影金馬獎評審團主席
•2021- 第11屆北京國際電影節評審團主席

## 人物評價
蕾妮·齐薇格：我看过她主演的《大紅燈籠高高挂》，她演的非常到位。可以毫不夸张地说，我是她的影迷！
凱特·布蘭琪：她拥有美麗的外表，在《霸王別姬》里塑造的角色性格相當强勢却有令人驚嘆的優雅。
馬龍·白蘭度：中國的男演員我就認識葛優，女演員我只知道鞏俐。
張震：鞏俐是對我影響最大的人，我向往成爲她一樣的演員。
郭富城：可能說這句話會得罪很多人，但我依然認為，鞏俐是當今中國最優秀的女演員，當之無愧的第一位。
章子怡：鞏俐姐是我崇拜的演員，我尊敬她，她的成就远远超过我。
王家衛：我們一卷底片，有一些時候是四百尺，有一些時候是一千尺，鞏俐可以把這個表情做到你導演不說“咔”，她就一定要做到這個底片走完了才停。那我就說這個太好了，換個一千尺的，她還是可以把你的鏡頭吸引到一千尺，直到咔，停，沒有了，她可以準確到這個程度，而且每次都不一樣。所以我認為，功底和演員的天分最強的是鞏俐。
陳凱歌：從我的角度來看，我認為鞏俐是一個有大才能的演員，這種才能是天賦。
周迅：在我心裡，鞏俐是文藝女青年的鼻祖，是沒有人可以超越的。
陳沖：我跟鞏俐毫無心結，我一路都很崇拜她，她是中國最棒的女演員之一。
趙薇：鞏俐是我演戲生涯中的導師。因為《畫魂》之後，我才知道什麼是電影，什麼是表演，如果沒有那場演出，我可能還會是個大胖子呢！
劉嘉玲：她什麼場面沒見過？她贏得起更輸得起，我覺得她是我心目中最優秀的女演員。
鍾楚紅：她很「正」，不只漂亮，她演戲也很好，我覺得她是中國一個最偉大的女演員。
張家輝：我覺得鞏俐小姐的演技，她的深度，她的創作力，作為一個演員大家都公認了。
王安憶：電影的圈子，不是一般的虛榮，那盛典是天上人間，良辰勝景，佳麗如雲，羽衣霓裳，鞏俐自是那燈火闌珊處的一個人。

## 爭議
第51屆金馬獎，錯失后冠的鞏俐離台後透過經紀人傳話，直說自己很喜歡台灣，未來會再來，但因其質疑金馬奖的公正性，以後絕對不會再出席金馬獎，稱一點意義也沒有。鞏俐經紀人強調鞏俐的確對金馬獎本身不滿，「她在意的是金馬獎的制度，她認為一般國際影展的評審約7個人，坎城影展也頂多九、十個，為何金馬獎評審會17個？這根本開了國際先例......」此評論引起華人電影界的軒然大波，兩岸三地諸多藝人紛紛出面緩頰，金馬獎執委會主席張艾嘉則表示这些话非鞏俐亲口所说。
后於2018年，在金馬執委會主席李安的盛情邀約下，鞏俐應允擔任第55屆金馬獎評審團主席。李安表示，自己擔任過第50屆金馬獎評審團主席，深刻了解這既是榮譽更是件苦差事，認為鞏俐不僅在華語影壇舉足輕重，亦有豐富的國際經驗，是相當合適的人選。

## 軼事
美國知名搖滾樂團Red Hot Chili Peppers(嗆辣紅椒合唱團)在1999年發行專輯 《Scar Tissue》(單曲專輯) 的b-sides版中，有一首歌曲叫做「Gong Li」，這首歌正好以鞏俐的英文名字做為命名，歌詞內容講述了樂隊主唱Anthony Kiedis和樂隊吉他手John Frusciante之間的關係。(但其實歌詞內容跟鞏俐本人並沒有任何關連)